# Francesco Rovigo
Francesco Rovigo (* um 1541 wahrscheinlich in Mantua; † 7. Oktober 1597 in Mantua) war ein italienischer Komponist und Organist der späten Renaissance, der in Mantua und Graz gewirkt hat.

## Leben und Wirken
Francesco Rovigo erhielt in jungen Jahren eine umfassende musikalische Ausbildung. Er kam früh in Kontakt mit dem herzoglichen Hof von Guglielmo Gonzaga. Dieser finanzierte ihm ab dem Jahr 1570 ein etwa zweieinhalb Jahre langes Studium in Venedig, hauptsächlich bei Claudio Merulo, einem renommierten Komponisten der Venezianischen Schule. Ab 1573 lebte er wieder in Mantua; die von ihm komponierten Hymnen wurden in der dortigen Kirche Santa Barbara aufgeführt, der herzoglichen Kapelle der Familie Gonzaga; diese Hymnen sind nicht erhalten geblieben. 1577 erhielt der Komponist in Mantua eine feste Anstellung als Organist.
Francesco Rovigo übernahm am 1. Mai 1582, hauptsächlich wegen des hohen Gehalts von 25 Florins, das Amt des Organisten am Hof von Erzherzog Karl II. in Graz; darüber hinaus hatte er die Aufgabe, die Kinder des Herzogs, aber auch die Musiker des Münchener Hofs im Instrumentalspiel zu unterrichten. Es gab mehrere Versuche aus Mantua, Rovigo zurückzuholen. Nach dem Tod des Erzherzogs 1590 versuchte Wilhelm V. von Bayern mehrmals, Rovigo für seinen Hof anzuwerben. Der Komponist ging jedoch nicht darauf ein, kehrte nach Mantua zurück und nahm seinen früheren Dienst, insbesondere sein Organistenamt, an der herzoglichen Kapelle Santa Barbara wieder auf. Hier verlebte er auch seine weiteren Lebensjahre am Hof der musikliebenden Familie Gonzaga und befand sich in der Gesellschaft so berühmter Dichter und Komponisten wie Alessandro Striggio dem Jüngeren, Giaches de Wert, Benedetto Pallavicino, Francesco Soriano, Giovanni Giacomo Gastoldi und Claudio Monteverdi. Herzog Vincenzo Gonzaga ernannte Rovigo kurz nach seiner Rückkehr zum Hofkomponisten. Im Jahr 1591 erhielt er zusammen mit Giaches de Wert den Auftrag, die Musik für eine vorgesehene Aufführung des Schäferspiels „Il pastor fido“ von Gian Battista Guarini zu komponieren. Hier sollte ein Sänger des Mantuanischen Hofs, Evangelista Campagnolo, die Rolle des Silvio spielen. Das Werk wurde jedoch nie aufgeführt. Die Herzogsfamilie Gonzaga erteilte dem Komponisten Gastoldi einen separaten Kompositionsauftrag über den gleichen Text, und einige Chöre daraus sind in dessen Madrigalbüchern enthalten. Aus Claudio Monteverdis Briefen geht hervor, dass er Pallavicino etwas feindselig gegenüberstand, Rovigo jedoch durchaus schätzte: in einem Brief vom 28. November 1601 weist er auf Rovigos Vorzugsstellung bei Hofe hin. Rovigo starb in Mantua im Alter von 56 Jahren und wurde in der Krypta von Santa Barbara beigesetzt, und zwar in der Nähe des Grabes von Giaches de Wert, der ein Jahr vorher verstorben war.

## Bedeutung
Francesco Rovigo erfreute sich sowohl bei seinen jeweiligen Dienstherren als auch bei seinen Musikerkollegen einer außerordentlichen Wertschätzung. In Graz war er jahrelang das am höchsten bezahlte Mitglied der Kapelle. Seine überwiegend kirchenmusikalischen Werke sind in einem konservativen, streng imitierenden Stil geschrieben. In seinen Messen verwendete er sowohl liturgische Cantus firmi als auch gregorianische Motive. Seine achtstimmige, teilweise doppelchörige Motette „Laudate Dominum in sanctis ejus“ dagegen zeigt einen progressiven Komponisten. Von seinen Madrigalen sind nur wenige überliefert, wurden aber in mehrere namhafte Anthologien aufgenommen; in ihnen sind chromatische Stimmführungen selten und weisen damit mehr auf ein früheres Stilideal zurück; dennoch waren sie zu ihrer Zeit weit verbreitet. Eine Ausnahme stellt das Madrigal „Ardi sí, ma non t’amo“ dar, in welchem es mit seiner exaltierten Oberstimme bereits Elemente der Monodie vorwegnimmt. Außerordentlich fortschrittlich im musikhistorischen Sinne sind nur Rovigos Instrumentalkanzonen.

## Werke
Ein ausführliches Werk- und Quellenverzeichnis befindet sich in der Dissertation von M. A. Fink 1977, S. 196–207, siehe Literatur.
- Geistliche Vokalmusik
  - Missa dominicalis zu fünf Stimmen, Mailand 1592
  - Vier weitere Messen zu je fünf Stimmen
  - Passio secundum Lucam zu fünf Stimmen
  - Ad tertiam psalmus zu vier Stimmen
  - Messe zu zwölf Stimmen
  - Motette zu acht Stimmen
  - Magnificat zu sechs Stimmen
  - Zwei Litaneien zu vier bzw. sechs Stimmen
  - Ein weiteres Magnificat zu sechs Stimmen
- Weltliche Vokalmusik
  - Madrigali zu fünf Stimmen, Liber 1, Venedig 1581
  - Madrigal zu sechs Stimmen in „Il lauro verde“, Ferrara 1583
  - Canzona zu drei Stimmen in „Il secondo libro delle canzoni“, Venedig 1584
  - Zwei Madrigale zu je fünf Stimmen in „Sdegnosi armori“, München 1585
  - Madrigal zu fünf Stimmen in „L’amorosa caccia“, Venedig 1588
  - Intabulierung in „Flores musicae“, Heidelberg 1600
- Instrumentalmusik
  - Canzone zu vier Stimmen, in: Francesco Rognoni Taeggio, „Canzoni francese“, Mailand 1608
  - Sieben Canzonen zu vier bis acht Stimmen in „Partitura delle canzoni da suonare“, Mailand um 1613
  - Toccata für Tasteninstrument
- Verlorengegangene Werke
  - Canzonetten zu vier Stimmen, einschließlich Werken von Trofeo, erwähnt bei MischiatiI
  - Canzonetten per sonar zu vier Stimmen (gedruckt), möglicherweise Transkriptionen der Canzonetten zu vier Stimmen, erwähnt bei MischiatiI
  - Hymnen, die 1573 aufgeführt wurden.